# Cantharidus purpureus
Cantharidus purpureus es una especie de molusco gasterópodo de la familia Trochidae.

## Distribución geográfica
Se encuentra  en Nueva Zelanda.

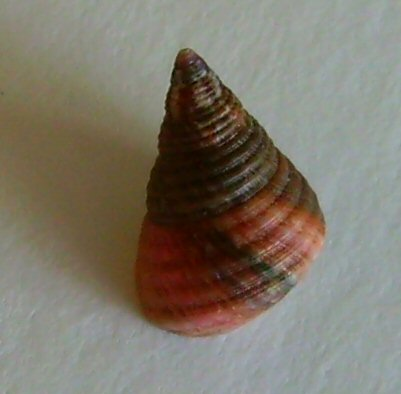
vista lateral
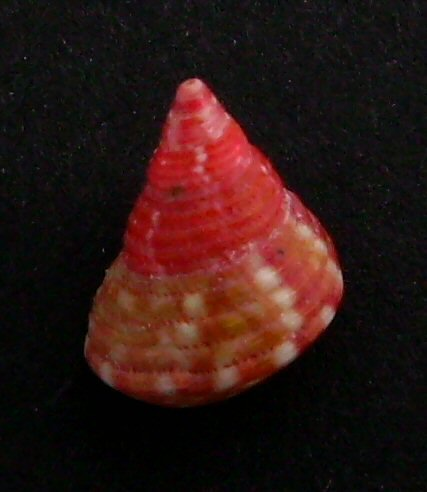
vista lateral